# Hanūr
Hanūr är en ort i Indien.   Den ligger i distriktet Chamrajnagar och delstaten Karnataka, i den södra delen av landet, 1 800 km söder om huvudstaden New Delhi. Hanūr ligger 648 meter över havet och antalet invånare är 10 682.
Terrängen runt Hanūr är varierad. Runt Hanūr är det ganska tätbefolkat, med 139 invånare per kvadratkilometer. Det finns inga andra samhällen i närheten. Omgivningarna runt Hanūr är en mosaik av jordbruksmark och naturlig växtlighet.